# Caroline Dolehide
Caroline Dolehide (Hinsdale, 5 settembre 1998) è una tennista statunitense.

## Carriera
Caroline Dolehide ha vinto 8 titoli in singolare e 9 titoli nel doppio nel circuito ITF. Il 2 ottobre 2023 ha raggiunto il best ranking mondiale nel singolare al nº 41; il 26 agosto 2024 ha raggiunto il miglior piazzamento mondiale nel doppio al numero 9.
In singolare, Caroline ha raggiunto nel 2023 la prima finale WTA in carriera nel prestigioso torneo 1000 di Guadalajara, sconfiggendo le connazionali Peyton Stearns e Sachia Vickery, la top-20 Ekaterina Aleksandrova, l'ex semifinalista slam Martina Trevisan (annullando quattro match point) e l'ex top-5 Sofia Kenin nel penultimo atto (7-5 6-3). In finale, l'americana si arrende alla nº9 del mondo Maria Sakkarī con lo score di 5-7 3-6. Grazie alla strabiliante settimana, Dolehide entra per la prima volta in carriera in tra le prime 50 del mondo, attestandosi al nº42, suo nuovo best-ranking.
Il 27 ottobre 2024, raggiunge la seconda finale WTA della carriera al Guangzhou Open, dove si arrende alla serba Olga Danilović con il punteggio di 3-6, 1-6.
Principalmente doppista, ha vinto due titoli WTA in carriera, un 250 assieme alla connazionale Asia Muhammad al Monterrey Open 2021 e il più importante 1000 con Desirae Krawczyk al Canadian Open 2024, oltre ad aver raggiunto un'altra finale nel 1000 del Qatar Ladies Open 2024 sempre in coppia con Krawczyk. Nel 2023, si è aggiudicata anche il 125 all'Open Internacional Femení Solgironès 2023, in coppia con la russa Diana Šnajder.
Nei Grand Slam, ha raggiunto tre semifinali a Wimbledon nel 2021 (con Storm Sanders), nel 2023 (con Zhang Shuai) e nel 2024 (con Krawczyk), altre due semifinali agli US Open nel 2019 (con Vania King) e 2022 (con Sanders), e una semifinale al Roland Garros nel 2024 (con Krawczyk). Agli Australian Open non si è spinta oltre i quarti di finale raggiunti in tre occasioni nel 2020 (con Jennifer Brady), nel 2022 (con Sanders) e nel 2023 (con Anna Kalinskaja).

## Statistiche WTA

### Singolare

#### Sconfitte (2)
| Legenda              |
| -------------------- |
| Grande Slam (0)      |
| Argenti Olimpici (0) |
| WTA Finals (0)       |
| WTA Elite Trophy (0) |
| Dal 2021             |
| WTA 1000 (1)         |
| WTA 500 (0)          |
| WTA 250 (1)          |

| N. | Data              | Torneo                        | Superficie | Avversaria in finale | Punteggio |
| 1. | 23 settembre 2023 | Guadalajara Open, Guadalajara | Cemento    | Maria Sakkarī        | 5-7, 3-6  |
| 2. | 27 ottobre 2024   | Guangzhou Open, Guangzhou     | Cemento    | Olga Danilović       | 3-6, 1-6  |

### Doppio

#### Vittorie (2)
| Legenda              |
| -------------------- |
| Grande Slam (0)      |
| Ori Olimpici (0)     |
| WTA Finals (0)       |
| WTA Elite Trophy (0) |
| Dal 2021             |
| WTA 1000 (1)         |
| WTA 500 (0)          |
| WTA 250 (1)          |

| N. | Data           | Torneo                    | Superficie | Compagna         | Avversarie in finale              | Punteggio           |
| 1. | 20 marzo 2021  | Monterrey Open, Monterrey | Cemento    | Asia Muhammad    | Heather Watson Zheng Saisai       | 6-2, 6-3            |
| 2. | 12 agosto 2024 | Canadian Open, Toronto    | Cemento    | Desirae Krawczyk | Gabriela Dabrowski Erin Routliffe | 7-6(2), 3-6, [10-7] |

#### Sconfitte (6)
| Legenda              |
| -------------------- |
| Grande Slam (0)      |
| Argenti Olimpici (0) |
| WTA Finals (0)       |
| WTA Elite Trophy (0) |
| Dal 2021             |
| WTA 1000 (1)         |
| WTA 500 (3)          |
| WTA 250 (2)          |

| N. | Data             | Torneo                               | Superficie  | Compagna         | Avversarie in finale             | Punteggio           |
| 1. | 13 giugno 2021   | Nottingham Open, Nottingham          | Erba        | Storm Sanders    | Ljudmyla Kičenok Makoto Ninomiya | 4-6, 7-6(3), [8-10] |
| 2. | 3 ottobre 2021   | Chicago Fall Tennis Classic, Chicago | Cemento     | Coco Vandeweghe  | Květa Peschke Andrea Petković    | 3-6, 1-6            |
| 3. | 12 giugno 2022   | Nottingham Open, Nottingham (2)      | Erba        | Monica Niculescu | Beatriz Haddad Maia Zhang Shuai  | 6(2)-7, 4-6         |
| 4. | 17 febbraio 2024 | Qatar Ladies Open, Doha              | Cemento     | Desirae Krawczyk | Demi Schuurs Luisa Stefani       | 4-6, 2-6            |
| 5. | 6 aprile 2025    | Charleston Open, Charleston          | Terra verde | Desirae Krawczyk | Jeļena Ostapenko Erin Routliffe  | 4-6, 2-6            |
| 6. | 26 luglio 2025   | Washington Open, Washington          | Cemento     | Sofia Kenin      | Taylor Townsend Zhang Shuai      | 1-6, 1-6            |

## Circuito WTA 125

### Doppio

#### Vittorie (1)
| N. | Data           | Torneo                                       | Superficie  | Compagna      | Avversarie in finale           | Punteggio   |
| 1. | 10 giugno 2023 | Open Internacional Femení Solgironès, Bisbal | Terra rossa | Diana Šnajder | Aliona Bolsova Rebeka Masarova | 7-6(5), 6-3 |

## Statistiche ITF

### Singolare

#### Vittorie (8)
| Torneo 100000 $ (0) |
| Torneo 80000 $ (0)  |
| Torneo 75000 $ (0)  |
| Torneo 60000 $ (4)  |
| Torneo 50000 $ (0)  |
| Torneo 40000 $ (0)  |
| Torneo 25000 $ (3)  |
| Torneo 15000 $ (0)  |
| Torneo 10000 $ (1)  |

| N. | Data             | Torneo                                                  | Superficie  | Avversaria in finale | Punteggio        |
| 1. | 5 giugno 2016    | ITF Women's Circuit Buffalo, Buffalo                    | Terra verde | Lauren Herring       | 6–1, 7–5         |
| 2. | 19 febbraio 2017 | City Of Surprise Women's Open, Surprise                 | Cemento     | Danielle Lao         | 6-3, 6–1         |
| 3. | 16 luglio 2017   | Winnipeg Challenger, Winnipeg                           | Cemento     | Mayo Hibi            | 6–3, 6–4         |
| 4. | 15 aprile 2018   | Audi Melbourne Pro Tennis Classic, Indian Harbour Beach | Terra verde | Irina Maria Bara     | 6–4, 7-5         |
| 5. | 17 agosto 2019   | Thoreau Tennis Open, Concord                            | Cemento     | Ann Li               | 6-3, 7-5         |
| 6. | 6 ottobre 2019   | LTP Charleston Pro Tennis, Charleston                   | Terra verde | Grace Min            | 6-2, 6(5)-7, 6-0 |
| 7. | 16 aprile 2023   | MNO Tennis, Boca Raton                                  | Terra verde | Hailey Baptiste      | 6-4, 6-4         |
| 8. | 14 maggio 2023   | Naples Women's Open, Naples                             | Terra verde | Julija Starodubceva  | 7-5, 7-5         |

#### Sconfitte (4)
| Torneo 100000 $ (0) |
| Torneo 80000 $ (0)  |
| Torneo 75000 $ (0)  |
| Torneo 60000 $ (2)  |
| Torneo 50000 $ (0)  |
| Torneo 40000 $ (0)  |
| Torneo 25000 $ (2)  |
| Torneo 15000 $ (0)  |
| Torneo 10000 $ (0)  |

| N. | Data           | Torneo                                                          | Superficie  | Avversaria in finale | Punteggio        |
| 1. | 2 ottobre 2016 | Stillwater Pro Tennis Classic, Stillwater                       | Cemento     | Danielle Collins     | 0-1, rit.        |
| 2. | 30 aprile 2017 | Boyd Tinsley Women's Clay Court Classic, Charlottesville        | Terra verde | Madison Brengle      | 4-6, 3-6         |
| 3. | 14 aprile 2019 | Pelham Racquet Club Women's $25K Pro Circuit Challenger, Pelham | Terra verde | Barbora Krejčíková   | 4-6, 3-6         |
| 4. | 6 agosto 2023  | Lexington Challenger, Lexington                                 | Cemento     | Renata Zarazúa       | 6-1, 6(4)-7, 5-7 |

### Doppio

#### Vittorie (9)
| Torneo 100000 $ (3) |
| Torneo 80000 $ (2)  |
| Torneo 75000 $ (0)  |
| Torneo 60000 $ (0)  |
| Torneo 50000 $ (0)  |
| Torneo 40000 $ (0)  |
| Torneo 25000 $ (3)  |
| Torneo 15000 $ (0)  |
| Torneo 10000 $ (1)  |

| N. | Data              | Torneo                                                          | Superficie  | Partner               | Rivali in finale                          | Risultato           |
| 1. | 4 giugno 2016     | ITF Women's Circuit Buffalo, Buffalo                            | Terra verde | Ingrid Neel           | Sophie Chang Alexandra Mueller            | 5–7, 6–3, [10–6]    |
| 2. | 25 febbraio 2017  | Del Mar Financial Partners Inc. Open, Rancho Santa Fe           | Cemento     | Kayla Day             | Anhelina Kalinina Chiara Scholl           | 6–3, 1–6, [10–7]    |
| 3. | 23 settembre 2017 | Abierto Tampico, Tampico                                        | Cemento     | María Irigoyen        | Kaitlyn Christian Giuliana Olmos          | 6-4, 6-4            |
| 4. | 13 aprile 2019    | Pelham Racquet Club Women's $25K Pro Circuit Challenger, Pelham | Terra verde | Usue Maitane Arconada | Oana Georgeta Simion Gabriela Talaba      | 6-3, 6-0            |
| 5. | 20 aprile 2019    | Dothan Pro Tennis Classic, Dothan                               | Terra verde | Usue Maitane Arconada | Destanee Aiava Astra Sharma               | 7-6(5), 6-4         |
| 6. | 7 giugno 2019     | Surbiton Trophy, Surbiton                                       | Erba        | Jennifer Brady        | Heather Watson Yanina Wickmayer           | 6-3, 6-4            |
| 7. | 26 ottobre 2019   | Tennis Classic of Macon, Macon                                  | Cemento     | Usue Maitane Arconada | Jaimee Fourlis Valentini Grammatikopoulou | 6(2)-7, 6-2, [10-8] |
| 8. | 8 febbraio 2020   | Dow Corning Tennis Classic, Midland                             | Cemento (i) | Maria Sanchez         | Valerija Savinych Yanina Wickmayer        | 6-3, 6-4            |
| 9. | 27 febbraio 2021  | Edge International & KMMS Event, Boca Raton                     | Cemento     | Usue Maitane Arconada | María Camila Osorio Serrano Conny Perrin  | 6-3, 6-4            |

#### Sconfitte (4)
| Torneo 100000 $ (2) |
| Torneo 80000 $ (0)  |
| Torneo 75000 $ (0)  |
| Torneo 60000 $ (1)  |
| Torneo 50000 $ (0)  |
| Torneo 40000 $ (0)  |
| Torneo 25000 $ (1)  |
| Torneo 15000 $ (0)  |
| Torneo 10000 $ (0)  |

| N. | Data            | Torneo                                                   | Superficie  | Partner               | Rivali in finale                  | Risultato   |
| 1. | 5 febbraio 2017 | Dow Corning Tennis Classic, Midland                      | Cemento (i) | Kayla Day             | Ashley Weinhold Caitlin Whoriskey | 6(1)–7, 3–6 |
| 2. | 15 luglio 2017  | Winnipeg Challenger, Winnipeg                            | Cemento     | Kimberly Birrell      | Hiroko Kuwata Valerija Savinych   | 4-6, 6(4)-7 |
| 3. | 11 maggio 2019  | FineMark Women's Pro Tennis Championship, Bonita Springs | Cemento     | Usue Maitane Arconada | Alexa Guarachi Erin Routliffe     | 3–6, 6(5)–7 |
| 4. | 14 luglio 2019  | Tennis Championships of Honolulu, Honolulu               | Cemento     | Usue Maitane Arconada | Hayley Carter Jamie Loeb          | 4-6, 4-6    |

## Grand Slam Junior

### Doppio

#### Sconfitte (2)
| Tornei del Grande Slam  |
| ----------------------- |
| Australian Open (0)     |
| Open di Francia (1)     |
| Torneo di Wimbledon (0) |
| US Open (1)             |

| N. | Data              | Torneo                  | Superficie  | Compagna         | Avversarie in finale                    | Punteggio         |
| 1. | 6 giugno 2015     | Open di Francia, Parigi | Terra rossa | Katerina Stewart | Miriam Kolodziejová Markéta Vondroušová | 0-6, 3-6          |
| 2. | 10 settembre 2016 | US Open, New York       | Cemento     | Kayla Day        | Jada Myii Hart Ena Shibahara            | 6-4, 2-6, [11-13] |